# هفت دریا

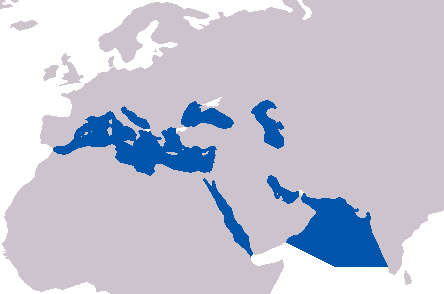
هفت دریا در ادبیات سده‌های میانه اروپا.

هَفت دَریا که در متون قدیمی هفت آب و هفت بحر و هفت محیط نیز نامیده شده اصطلاحی است که در ادبیات بسیاری از کشورهای خاورمیانه و اروپایی به کار برده شده‌است و در هر دوره و یا مکان به مجموعه‌های گوناگونی از دریاها اشاره داشته‌است.
پیشینه کاربرد این اصطلاح به روزگار سومریان، قومی ساکن میان‌رودان، بازمی‌گردد که قومی با زبانی تک‌خانواده و نامرتبط با دیگر خانواده‌های زبانی جهان بودند.
در سرودهٔ ۸ از سرود انهدوآنا برای ایزدبانو اینانا که در ۲۳۰۰ پیش از میلاد نوشته شده به «هفت دریا» اشاره می‌شود.
دریا در زبان‌های ایرانی معنای رودخانه نیز می‌دهد و ایرانیان باستان در زمانی از این اصطلاح برای اشاره به هفت رودی که رود بزرگ آمودریا را تشکیل می‌دهند استفاده می‌کردند.

## در ادبیات خاورمیانه و شمال آفریقا
اما در دوره‌های بعد در خاورمیانه و شمال آفریقا فهرست‌های گوناگونی از دریاها به عنوان هفت دریا نامیده شده‌اند.
برهان قاطع به نقل از غیاث‌اللغات هفت دریا را این‌گونه نام می‌برد: دریای چین، دریای مغرب، دریای روم، بحر بنطش، بحر طبریه، بحر جرجان، بحر خوارزم. نام‌های امروزی این دریاها به ترتیب عبارت است از:
- دریای چین (دریای جنوبی چین)
- دریای مغرب (دریای مدیترانه: بخش غربی)
- دریای روم (دریای مدیترانه: بخش شرقی)
- بحر بنطش (دریای سیاه)
- بحر طبریه (دریاچه طبریه) در فلسطین و سوریه
- بحر جرجان (دریای خزر)
- بحر خوارزم (دریاچه آرال)

در متن دیگری در غیاث‌اللغات هفت دریا این‌گونه ذکر شده‌است: اول دریای اخضر که جزایر بسیار دارد. دوم دریای عمان به جانب شرقی آن فارس و غربی آن قصبه عمان و به همین سبب آن را بحر عمان گویند. سوم دریای قلزم چه قلزم شهری است کوچک بر کناره دریا که دریا را به آن نام خوانند. چهارم دریای بربر و آن لجه‌ای است از بحر هند. پنجم دریای اقیانوس که بلاد اقصای ملک مغرب به ساحل این بحر منتهی می‌شود. ششم دریای قسطنطنیه که آن را بحرالروم نیز گویند. هفتم دریای اسود که آن را برازاق نیز گویند چه برازاق موضعی است بر ساحلش.
که برابرهای امروزی آن‌ها این‌ها است:
- دریای اخضر (اقیانوس هند)
- دریای عمان (دریای عمان و بخشی از خلیج فارس)
- دریای قلزم یا بحر احمر (دریای سرخ)
- دریای بربر (بخشی از اقیانوس هند)
- دریای اقیانوس (اقیانوس اطلس)
- دریای قسطنطنیه، بحرالروم (مدیترانه)
- دریای اسود (دریای سیاه)